# Malthinus oaxacaensis
Malthinus oaxacaensis es una especie de coleóptero de la familia Cantharidae.

## Distribución geográfica
Habita en México.